# Cranwell and Byard's Leap
Cranwell and Byard's Leap var en civil parish 1931–2011 när det uppgick i Cranwell, Brauncewell and Byard's Leap, i distriktet North Kesteven, i Storbritannien. Den ligger i grevskapet Lincolnshire och riksdelen England, i den sydöstra delen av landet, 170 km norr om huvudstaden London. Civil parish hade 2 292 invånare år 2001.